# Саблан, Фред
Фред Саблан (англ. Fred Sablan) (родился 28 апреля 1970 г.) — музыкант, бывший участник коллектива Marilyn Manson. Ещё до прихода в группу (лето 2010), Саблан работал вместе с Твигги для альтернативного проекта Goon Moon.

## Биография
Родился в Санта-Кларло, штат Калифорния, вырос в Купертино, штат Калифорния, Фред Саблан получил признание в качестве музыканта в конце 1990-х играя на гитаре в группе Crack, о группе когда-то писали «Cupertino’s punk-noise surrealists.» Потом Саблан взял на себя роль басиста и в Butcher Holler. После записи одного альбома, I Heart Rock, и открытия для Foo Fighters, группа распалась. Саблана и Твигги свел бывший гитарист Nine Inch Nails Аарон Норт. Саблан присоединился к Goon Moon в качестве басиста на живых выступлениях в 2006 году Когда Твигги покинул Marilyn Manson, Goon Moon записали и отправились в тур поддержку двух своих релизов, однако проект был заморожен. Твигги снова присоединился к Marilyn Manson в 2008 году. Marilyn Manson написал в июле 2010 через Facebook, что Фред был последним добавлением к составу группы.